# モンテスカリオーゾ
モンテスカリオーゾ（イタリア語: Montescaglioso）は、イタリア共和国バジリカータ州マテーラ県にある、人口約9,900人の基礎自治体（コムーネ）。

## 地理

### 位置・広がり

#### 隣接コムーネ
隣接するコムーネは以下の通り。括弧内のTAはターラント県（プッリャ州）所属を示す。
- ベルナルダ
- ジノーザ (TA)
- マテーラ
- ミリオーニコ
- ピスティッチ
- ポマーリコ